# Isidro González Velázquez
Isidro González Velázquez (Madrid, 15 de maig de 1765 - Madrid, 7 de desembre de 1829) fou un arquitecte espanyol dels segles XVIII-XIX.
Isidro González Velázquez era fill del pintor Antonio González Velázquez i, d'acord amb les inclinacions de la copiosa dinastia artística a què pertanyia, ingressà el 1778 en els estudis d'arquitectura de l'Acadèmia de San Fernando, sent fidel i aplicat deixeble de Juan de Villanueva. Acabada la seva formació espanyola, el 1790 fou pensionat extraordinari de Carles IV i viatjà per França, per tot Itàlia i fins i tot per Grècia, estudiant i mesurant monuments i objectes de l'Antiguitat clàssica. Tornà a Espanya el 1795.
El 1799 era acadèmic de San Fernando i consta com a «Tinent d'arquitecte més gran dels reals palaus i cases de camp del Rei». S'ignora fins a quin extrem, i per raó d'aquest càrrec, sigui autor de la preciosa Casa del Labrador (ca. 1803), d'Aranjuez. Si no ho fos de tota l'estructura, sí que ho seria de la façana, amb dos cossos laterals sortints, tot això articulat amb molta gràcia, amb la millor discreció ornamental i amb un ric sentit del color. També intervingué en el projecte del Reial Canal del Manzanares.
Després de la guerra de la Independència, les obres del gran arquitecte gairebé no passen de projectes. Fou ell, renovant la vella idea de Josep Bonaparte i de Silvestre Pérez, l'autor que preveia una felicíssima ordenació de la Plaça d'Orient, a manera d'una majestuosa semi-exedra, el seu radi principal el comprès entre la mola del Palau Reial i el Teatre de los Caños del Peral. Si això no passà del pla -i, consegüentment es lamentava González Velázquez de no ser requerit sinó per a obres menors (el pont entre Palau i la Casa de Campo, una caserna a El Pardo, etc.) - sí que fou realitat el seu notable monument a les víctimes del Dos de Maig, al Camp de la Lealtad, decretat a 1822 i no conclòs fins a 1840. És un obelisc molt ben dissenyat, amb tres cossos, l'inferior amb urnes sepulcrals.